# 乔治·威廉·诺里斯
乔治·威廉·诺里斯（英語：George William Norris，1861年7月11日—1944年9月2日），是美国共和党的政治家、律师。他在1903年至1913年间担任联邦众议员，之后转任参议员直至1943年退休。诺里斯是国会中进步主义事业的领导者，他因投票反对美国参加一战以及国际联盟而闻名。他在大萧条时期亦是罗斯福新政的拥护者，曾于1933年对田纳西河谷管理局的运作给予有力支持。这使得该机构成为当地的重要设施，为南部乡村地区的水坝建设提供了防洪和电力支援。